# Neomaenas fractifascia
Neomaenas fractifascia är en fjärilsart som beskrevs av Butler 1881. Neomaenas fractifascia ingår i släktet Neomaenas och familjen praktfjärilar. Inga underarter finns listade i Catalogue of Life.